# Roue de l'année
 (mars 2008).
Si vous disposez d'ouvrages ou d'articles de référence ou si vous connaissez des sites web de qualité traitant du thème abordé ici, merci de compléter l'article en donnant les références utiles à sa vérifiabilité et en les liant à la section « Notes et références ».
La roue de l'année est le nom du cycle annuel des saisons dans la Wicca. La roue de l'année comporte treize lunes et huit fêtes, nommés sabbats.
Ces fêtes qui s'inspirent des fêtes celtiques et germaniques pré-chrétiennes, théoriquement basées sur le rythme de la nature et le cycle solaire, ont été largement reconstituées, voire inventées par des folkloristes du XIXe siècle comme Margaret Murray.
Les huit sabbats sont divisés en deux catégories, les sabbats majeurs et les sabbats mineurs.
Les sabbats majeurs sont des anciennes fêtes celtes qui célébraient des étapes importantes de l'année : Samhain, Imbolc, Beltane et Lughnasadh.
Les sabbats mineurs correspondent aux solstices et aux équinoxes : Yule, Ostara, Litha et Mabon.
| Nom de la fête                                                                                         | Date                                   | Position du soleil |
| --- | -------------------------------------- | ------------------ |
| Samhain (/ˈsawənʲ/), Last Harvest, Blood Harvest, Ancestor Night, Feast of the Dead, Noson Calan Gaeaf | 31 Oct-2 novembre (alt. 5-10 novembre) | ≈ 15° Scorpion     |
| Yule, Cuidle, Alban Arthan, Midwinter, Winter Rite                                                     | 19-23 décembre (solstice d'hiver)      | 0° Capricorne      |
| Imbolc, Brigit, Brigid's Day, Candlemas, Bride's Day, Brigantia                                        | 1-2 février (alt. 2-7 février)         | ≈ 15° Verseau      |
| Ostara, Earrach, Alban Eilir, Lady Day, Festival of Trees                                              | 20-23 mars (équinoxe de printemps)     | 0° Bélier          |
| Beltane, Beltaine, May Day                                                                             | 1er mai (alt. 4-10 mai)                | ≈ 15° Taureau      |
| Litha, Midsummer, Samradh, Alban Hefin, Aerra Litha, Mother Night                                      | 19-23 juin (solstice d'été)            | 0° Cancer          |
| Lughnasadh (/luːnəsə/), Lammas, 1st Harvest, Bread Harvest, Festival of First Fruits                   | 1-2 août (alt. 3-10 août)              | ≈ 15° Lion         |
| Mabon, Foghar, Alban Elfed, Harvest Home, 2nd Harvest, Fruit Harvest, Wine Harvest                     | 19-23 septembre (équinoxe d'automne)   | 0° Balance         |

## Sources
- Ronald Hutton, The Pagan Religions of the Ancient British Isles, Oxford, Blackwell, 337-341.  (ISBN 0-631-18946-7).
- Frederic Lamond, Fifty Years of Wicca, Sutton Mallet, England: Green Magic, 2004, pp. 16-17.  (ISBN 0-9547230-1-5).
- Janet et Stewart Farrar, Eight Sabbats for Witches, nouvelle édition, Phoenix Publishing, 1988.